# Catocala palaeogama

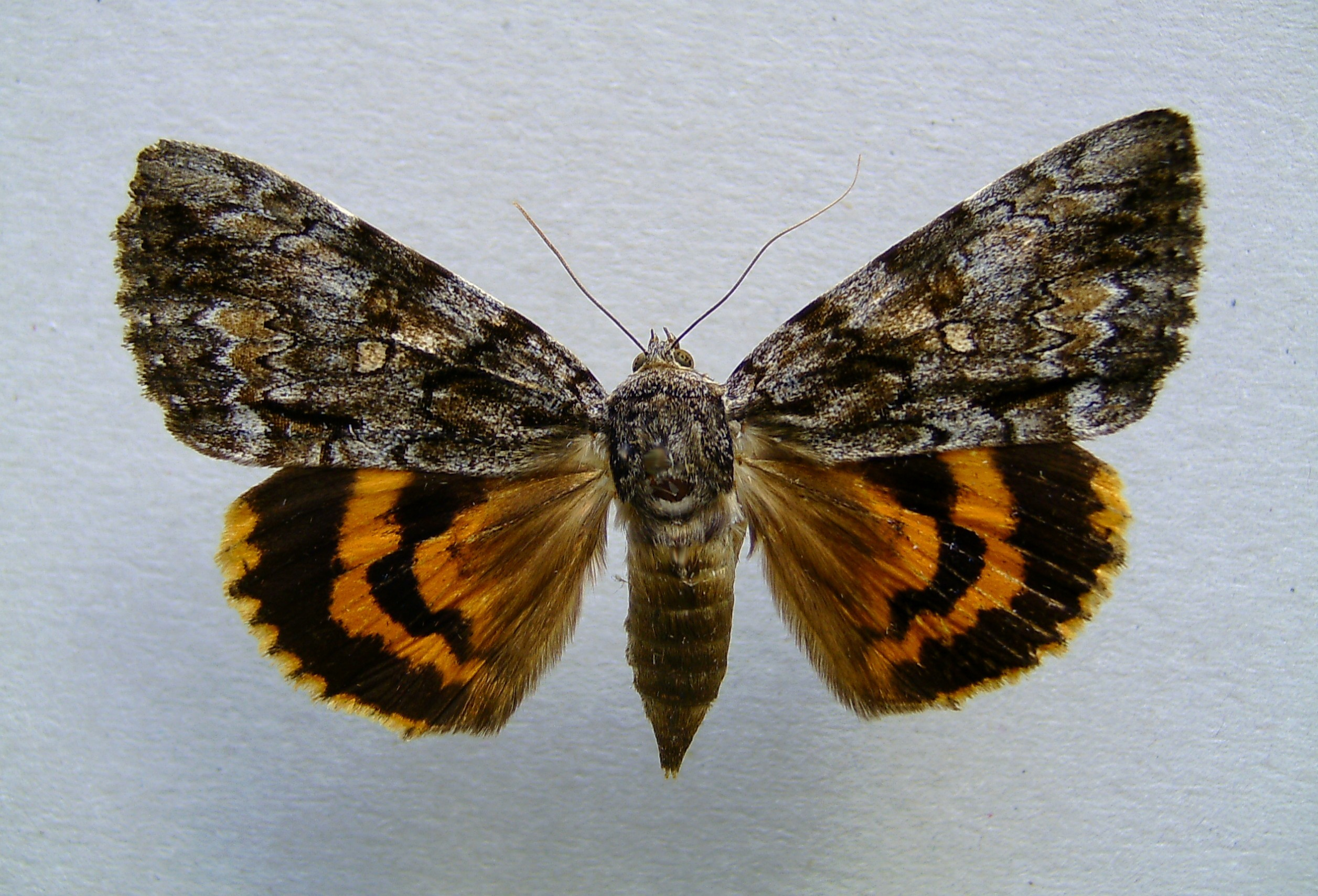
Oberseite

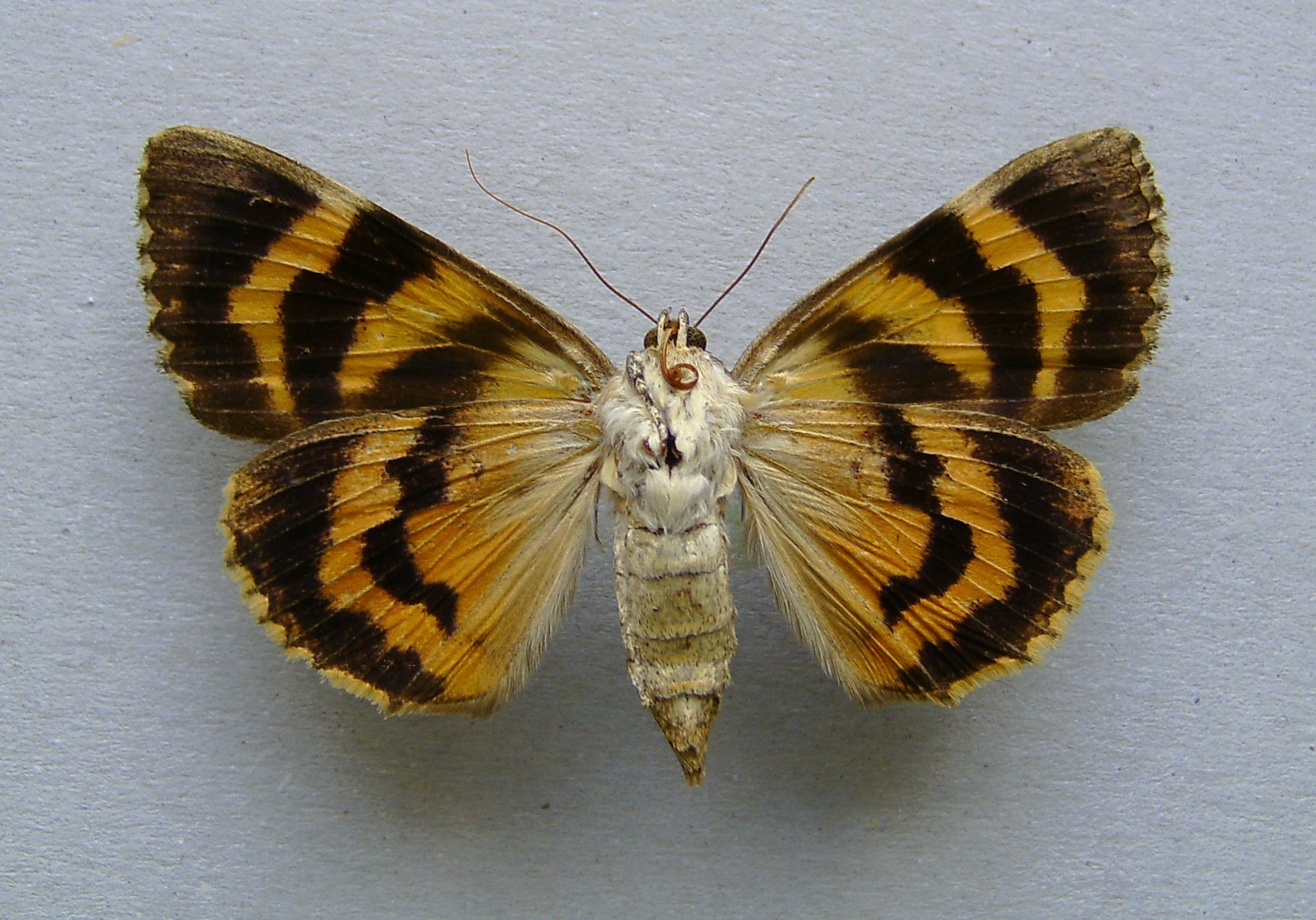
Unterseite

Catocala palaeogama ist ein in Nordamerika vorkommender Schmetterling (Nachtfalter) aus der Familie der Eulenfalter (Noctuidae).

## Merkmale

### Falter
Die Falter erreichen eine Flügelspannweite von 60 bis 70 Millimetern. Die Grundfarbe der Vorderflügeloberseite zeigt verschiedene Grau- oder Brauntönungen sowie eine starke Marmorierung. Ring- und Nierenmakel sind meist undeutlich. Lediglich die Sub-Nierenmakel hebt sich etwas aufgehellt ab. Der mittlere Bereich zwischen der Wellenlinie und der äußeren Querlinie ist leicht rotbraun, eine Wurzelstrieme kräftig schwarz gefärbt. die Hinterflügeloberseite variiert von gelb bis zu gelborange und zeigt ein breites schwarzes Saumband sowie ein ebenfalls schwarzes, gewelltes Mittelband. Die Fransen sind schwarz/gelb gescheckt. Die Flügelunterseiten zeigen eine 
schwarzbraun/gelbe Bänderzeichnung.

### Raupe
Ausgewachsene Raupen sind rötlich grau gefärbt und mit einigen dünnen dunklen Linien, Streifen und Punkten gezeichnet. Sie zeigen bräunliche Verdickungen hinter dem achten Körpersegment. Die beiden vordersten sowie die beiden hintersten Körpersegmente sind schwarzbraun gefärbt. Die hellgraue Kopfkapsel ist mit vielen rotbraunen Längslinien gezeichnet.

### Ähnliche Arten
Bei der zeichnungsmäßig ähnlichen Catocala neogama ist die schwarze Wurzelstrieme stärker, bei Catocala subnata schwächer ausgebildet.

## Verbreitung und Lebensraum
Catocala palaeogama kommt in den östlichen und einigen zentralen Regionen Nordamerikas verbreitet bis lokal vor. Die Art besiedelt in erster Linie Laubwälder.

## Lebensweise
Die nachtaktiven, univoltinen Falter sind zwischen Juni und Oktober, schwerpunktmäßig im August anzutreffen. Sie besuchen künstliche Lichtquellen und Köder. Tagsüber ruhen sie bevorzugt an Baumstämmen, an denen sie aufgrund ihrer Färbung sowie der über den Hinterleib zusammengeklappten Flügeln gut getarnt und somit für Fressfeinde kaum zu erkennen sind. Die Eier werden unter der Borke der Nahrungsbäume abgelegt, wo sie überwintern. Die Raupen schlüpfen im Frühjahr und ernähren sich in erster Linie von den Blättern von Hickoryarten (Carya) und anderen Walnussgewächsen (Juglandaceae).